# Пум'ятон (цар Кітіону)
Пум'ятон (*д/н — 312 до н. е.) — цар Кітіону і Ідаліону в 361—312 роках до н. е. В давньогрецьких джерелах відомий як Пігмаліон.

## Життєпис
Син царя Мелекіатона. Посів трон близько 361 року до н. е. Завершив придушення антиперського повстання на Кіпрі, чому в значній мірі сприяв перехід на бік Персії саламінського царя Евагора II.
У 349 році до н. е. виступив проти повсталого саламінського царя Пнітагора II. Намагався повернути на трон поваленого Евагора II, але марно. 343 року до н. е. цар Артаксеркс III визнав Пнітагора II царем Саламіну. Тому Пум'ятон також вимушен був замиритися.
В подальшому намагався розбудовувати підвладні володіння. За 50 талантів викупив Тамас у його царя Пасикіпра. Це значно збільшило статки кітіонського царя, оскільки в кордонах Тамасу розташовувалося чимале родовище міді.
З початком війни між Персією й Македонією 334 року до н. е. відправив військові судна до складу перського флоту. Проте після перської поразки у битві під Іссом 333 року до н. е. став коливатися у підтримці. Лише після переходу на бік македонян фінікійських міст Сідона і Арвада визнав владу Олександра Македонського, подарувавши коштовного меча (його знайдено в македонській гробниці в Вергіні, він вочевидь перейшов до Олександра IV). Цар Македонії підтвердив владу Пум'ятона над підвладними містами на Кіпрі.
Пум'ятон 332 року до н. е. під час облоги Тіра відправив свій флот, але відмовився бути присутнім особисто, що викликало невдоволення Олександра Македонського. Той передав місто Тамас Пнітагору II, царю Саламіна.
323 року до н. е. після смерті Олександра його військовики здійснили у Вавилоні перший поділ сатрапій. При цьому Кіпр залишився поза владою діадохів. 321 року до н. е. з початком першої війни між ними спільно з Стасіесом II, царем Маріону, Праксіппом, царем Лапітоса, підтримав регента Пердікку. Проти них виступили Андрокл, цар Аматуса, Нікокл, цар Пафоса, Пасікрат, цар Сол, Нікокреон, цар Саламіну, що були союзниками Птолемея Лагида, сатрапа Єгипту. Боротьба тривала біля міста Маріон. На допомогу Пум'ятону та його союзникам Пердікка відправив свої загони, що залишилися на Кіпрі навіть після смерті останнього. Антипатр відправив Кліта Білого з флотом проти Маірону, але той не досяг успіху.
В подальшому цар Кітіона стає союзником Антигона, сатрапа Фригії, який 316 року до н. е. захопив Малу Азію, Вавилонію, Сирію, Мідію і Персиду. Втім у 315 році до н. е. Пум'ятона та його союзники Андроклом Аматуським, Праксіпом Лапітоським і Стасіесом II Маріонським зазнали поразки у війні проти Нікокреона, царя Саламіну, що отримав допомогу від Птолемея. В результаті цар Кітіона вимушений був визнати владу Птолемея.
313 року до н. е. під час повстання в Кірені, куди були відволічені війська Птолемея, Пум'ятон почав нові перемовини з Антигоном. Останній зайняв Палестину і Фінікію, але 312 року до н. е. Деметрій, син Антигона, зазнав поразки при Газі. Того ж року єгипетські війська на чолі із Менелаєм, братом Птолемея, схопили Пум'ятона, якого стратили. Кітіон було передано Нікокреону Саламінському.